# 桑切斯·瓦特
山齊士·華特（英語：Sanchez Watt，1991年2月14日—），英格蘭足球運動員，司職翼鋒及前鋒，出身阿仙奴青訓系統，曾效力英甲球會高車士打。 他還有資格透過他的威爾士母親和牙買加父親代表威爾士國家足球隊和牙買加國家足球隊效力。

## 生平

### 球會
出生於倫敦的獲特，七歲時被阿仙奴球探發掘於東倫敦的Senrab足球隊
。2008/09英超球季，他在阿仙奴預備組及阿仙奴青年軍分別上陣過六及二十一場比賽。他打進的七球為史提夫·保特，阿仙奴青年隊教練的球隊在邊路起帶來重要的成果。
2008年7月，華特與阿仙奴簽下首份職業球員合約，之後在8月進行的赫爾伯特·查普曼杯作客對哈德斯菲爾德的比賽中，為阿仙奴打進入球並奪得錦標。
2009年9月22日，華特在英格蘭聯賽杯為阿仙奴一隊打進首個入球,協助球隊於第三回合於酋長球場以2-0擊敗西布朗，入球來自68分鐘接應卡洛斯·維拉被擋出的射門建功，同時令獲特成為球會史上第85位於一隊首戰中入球的球員。2010年冬季轉會窗結束前，他被借用到英甲球會修安聯1個月汲取上陣經驗，期間雖然足踝及頭部受傷，仍然取得4次正選上陣，由於阿仙奴在英超爭標形勢吃緊，他放棄延長借用，返回母會爭取在一隊上陣機會。
2010年8月3日，華特再次被球會外借至列斯聯，直至球季結束。
2011年11月23日，華特被借用到英甲球會錫周三至翌年1月16日，期間僅獲派上陣4場，於借用期滿後返回母會。2012年1月26日華特再被借用到英乙球會克拉雷鎮直到球季結束。
2012年9月27日，英甲球會高車士打從阿仙奴借到華特，借用期為三個月。
2012年11月8日，華特於上星期六英格蘭足總盃比賽中途受傷離場，現證實是大腿筋肌肉撕烈，要提早返阿仙奴醫治。
2013年5月30日，阿仙奴宣佈有10名青年球員於6月30日約滿後不獲新合約可於7月1日開始自由轉會，華特是其中之一。
2013年6月28日，華特與英甲球會高車士打簽約兩年，7月1日正式。

### 國家隊
華特曾為英格蘭U16、英格蘭U17及英格蘭U19成員。

## 外部連結
- （英文）足球数据库：山齊士·華特的球员统计数据